# New York Titans 1962
La stagione 1962 dei New York Titans è stata la terza della franchigia nell'American Football League, l'ultima con il nome "Titans", prima diventare "Jets" l'anno successivo. L'annata si chiuse con un bilancio di 5–9, all'ultimo posto della propria division.

## Calendario
| Stagione regolare |                       |                    |                      |
| Turno             | Avversario            | Risultato          | Stadio               |
| 1                 | at Oakland Raiders    | V 28–17            | Frank Youell Field   |
| 2                 | at San Diego Chargers | V 40–14            | Balboa Stadium       |
| 3                 | at Buffalo Bills      | V 17–6             | War Memorial Stadium |
| 4                 | Denver Broncos        | S 32–10            | Polo Grounds         |
| 5                 | Boston Patriots       | S 43–14            | Polo Grounds         |
| 6                 | at Houston Oilers     | S 56–17            | Jeppesen Stadium     |
| 7                 | at Dallas Texans      | S 20–17            | Cotton Bowl          |
| 8                 | San Diego Chargers    | V 23–3             | Polo Grounds         |
| 9                 | Oakland Raiders       | V 31–21            | Polo Grounds         |
| 10                | Dallas Texans         | S 52–31            | Polo Grounds         |
| 11                | Settimana di pausa    | Settimana di pausa | Settimana di pausa   |
| 12                | at Denver Broncos     | V 46–45            | Bears Stadium        |
| 13                | at Boston Patriots    | S 24–17            | Nickerson Field      |
| 14                | Buffalo Bills         | S 20–3             | Polo Grounds         |
| 15                | Houston Oilers        | S 44–10            | Polo Grounds         |

## Classifiche
| AFL Eastern Division | AFL Eastern Division | AFL Eastern Division | AFL Eastern Division | AFL Eastern Division | AFL Eastern Division | AFL Eastern Division | AFL Eastern Division | AFL Eastern Division | AFL Eastern Division |
|                      | V                    | S                    | P                    | %                    | DIV                  | PF                   | PA                   | STR                  |                      |
| -------------------- | -------------------- | -------------------- | -------------------- | -------------------- | -------------------- | -------------------- | -------------------- | -------------------- | -------------------- |
| Houston Oilers       | 11                   | 3                    | 0                    | .786                 | 5–1                  | 387                  | 270                  | V7                   |                      |
| Boston Patriots      | 9                    | 4                    | 1                    | .692                 | 4–1–1                | 346                  | 295                  | S1                   |                      |
| Buffalo Bills        | 7                    | 6                    | 1                    | .538                 | 1–4–1                | 309                  | 272                  | V2                   |                      |
| New York Titans      | 5                    | 9                    | 0                    | .357                 | 1–5                  | 278                  | 423                  | S3                   |                      |

Nota: I pareggi non venivano conteggiati ai fini della classifica fino al 1972.